# جنبش حقوق مدنی

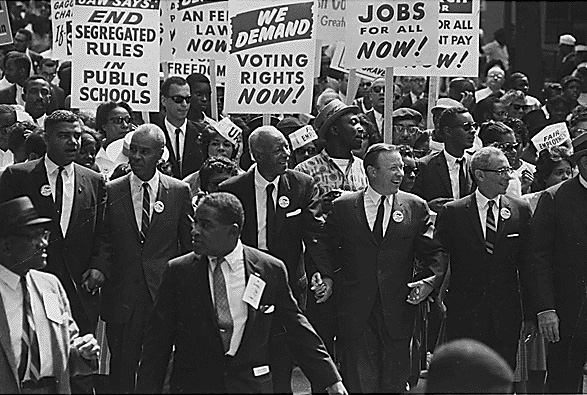
راهپیمایی در واشینگتن برای کار و آزادی

جنبش حقوق مدنی جریان‌های سیاسی بودند که برای برابری در برابر قانون در دههٔ ۱۹۶۰ میلادی به راه افتاد.
هدف اصلی این جریانات این بود که تمام مردم در برابر قانون برابر باشند و قانون از آنها محافظت کند. از جمله حقوق مورد خواست آنها حقوق زنان و حقوق کودکان (افرادی که به سن قانونی نرسیده‌اند) بود.

## جنبش حقوق مدنی در آمریکا

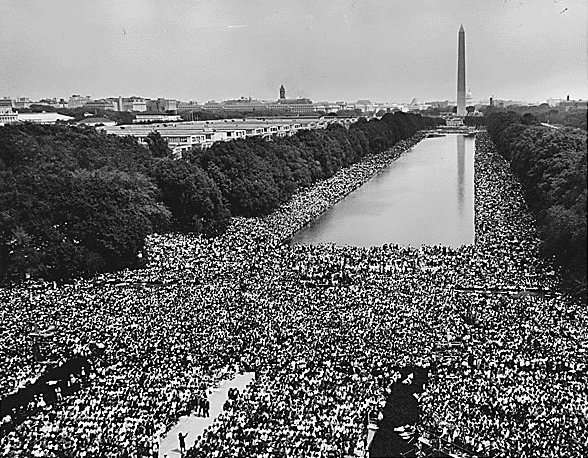
جمعیت معترضان در راهپیمایی ماه مارس ۱۹۶۳ در یادبود لینکلن در شهر واشینگتن دی. سی.

جنبش حقوق مدنی بخشی از حرکت کلی تر اجتماعی تحت عنوان جدایی نژادی در ایالات متحده آمریکا است که از سال ۱۹۵۵ با هدف کسب برابری میان سیاهپوستان و سفید پوستان در ایالات متحده آمریکا آغاز شد و در سال ۱۹۶۸ با تصویب قانون مدنی به سرانجام رسید.
در این دوره، مبارزات بدون خشونت و نافرمانی‌های مدنی باعث ایجاد بحران‌های متعدد مابین فعالان و دولت محلی، ایالتی و فدرال در ایالات متحده آمریکا شد که دولت، جامعه و اصناف را وادار به جبهه‌گیری در برابر بی عدالتی‌هایی که سیاهپوستان آمریکایی با آن مواجه بودند می‌نمود
.

## جنبش دانشجویان آلمان

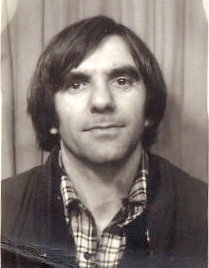
آلفرد ویلی رودی دوچکه

از نظر سیاسی حزب مارکسیست لنینیست آلمان روی نوعی موضع مائوئیستی است و به جنبش چپ نوی مائوئیستی که در جنبش دانشجویی دههٔ ۶۰ رواج داشت بر می‌گردد. این حزب را می‌توان چپ‌ترین حزب نسبتاً بزرگ در آلمان دانست.
آلفرد ویلی رودی دوچکه (۷ مارس ۱۹۴۰–۲۴ دسامبر ۱۹۷۹) مهم‌ترین خطیب و از رهبران جنبش دانشجویی آلمان در دهه ۶۰ میلادی بود.

## فرانسه ۱۹۶۸

اعتراضات دانشجویی و کارگری در ماه مه ۱۹۶۸ پاریس

جنبش دانشجویی-کارگری مه ۱۹۶۸ فرانسه به مجموعه حوادثی گفته می‌شود که در طول ۴ هفته در ماه مه سال ۱۹۶۸ در فرانسه رخ داد، نقطه اوج این جنبش در فاصله یک هفته‌ای سوم تا دهم ماه مه به وقوع پیوست، خیزشی که از اعتراض یک گروه دانشجویی شروع شده بود، میلیون‌ها نفر از مردم شهرنشین فرانسه را به میدان مبارزه کشاند.
هرچند رویدادهای مه ۱۹۶۸ فرانسه هرگز به عنوان انقلاب شناخته نشد ولی تأثیر آن بر روابط انسانی و زندگی مدنی جامعه از هیچ انقلابی کمتر نبود. در مورد جنبش ۱۹۶۸ نظرات و عقاید متفاوت و متضادی مطرح می‌شود، برخی آن را گسترش دامنه آزادی و شکوفایی و بالندگی انقلاب کبیر فرانسه تعبیر کردند و در برابر برخی دیگر جنبش را غوغای عوام، روان‌پریشی توده‌ای یا کارناوال نام نهادند.

## برای مطالعهٔ بیشتر
- Manfred Berg and Martin H. Geyer; Two Cultures of Rights: The Quest for Inclusion and Participation in Modern America and Germany انتشارات دانشگاه کمبریج، ۲۰۰۲
- Jack Donnelly and Rhoda E. Howard; International Handbook of Human Rights Greenwood Press, ۱۹۸۷
- David P. Forsythe; Human Rights in the New Europe: Problems and Progress University of Nebraska Press, 1994
- Joe Foweraker and Todd Landman; Citizenship Rights and Social Movements: A Comparative and Statistical Analysis انتشارات دانشگاه آکسفورد، ۱۹۹۷
- Mervyn Frost; Constituting Human Rights: Global Civil Society and the Society of Democratic States Routledge, 2002
- Marc Galanter; Competing Equalities: Law and the Backward Classes in India University of California Press, 1984
- Raymond D. Gastil and Leonard R. Sussman, eds. ; Freedom in the World: Political Rights and Civil Liberties, 1986-1987 Greenwood Press, 1987
- David Harris and Sarah Joseph; The International Covenant on Civil and Political Rights and United Kingdom Law Clarendon Press, 1995
- Steven Kasher; The Civil Rights Movement: A Photographic History (1954–1968) Abbeville Publishing Group (Abbeville Press, Inc.), ۲۰۰۰
- Francesca Klug, Keir Starmer, Stuart Weir; The Three Pillars of Liberty: Political Rights and Freedoms in the United Kingdom Routledge, 1996
- Fernando Santos-Granero and Frederica Barclay; Tamed Frontiers: Economy, Society, and Civil Rights in Upper Amazonia Westview Press, 2000
- Paul N. Smith; Feminism and the Third Republic: Women's Political and Civil Rights in France, 1918-1940 Clarendon Press, 1996
- Jorge M. Valadez; Deliberative Democracy: Political Legitimacy and Self-Determination in Multicultural Societies Westview Press, 2000